# Ivo Cutzarida
Ivo Cutzarida  (Buenos Aires, 29 de septiembre de 1962) es un counselor, coach, actor, político y director argentino de teatro. Ha participado en telenovelas tanto argentinas como estadounidenses.

## Biografía
Ivo Cutzarida, es hijo del rumano Nicolae Cutzarida, nació en Buenos Aires. Tiene cuatro hermanos,  Constantine, Sigfrido, Alejandro y Radu (1961–1997). Actualmente está en pareja con Maria Laura Batalla.
Ivo  empezó su carrera profesional en 1987 con la telenovela argentina Sin marido y desde entonces se ha dedicado exclusivamente a la actuación.
Estudió hasta la mitad de la carrera de Derecho antes de dedicarse a la actuación. Trabajó cinco años en tribunales, teniendo una breve incursión en la militancia política, época durante la cual apoyó a Raúl Alfonsín. Comenzó sus estudios de teatro con Lito Cruz hace 27 años, y desde entonces nunca paró de trabajar en TV, teatro y cine, en más de una docena de países y en tres idiomas distintos.
Es un amante del boxeo y fue un gran amigo del boxeador Carlos Monzón. Su apellido original en idioma rumano se escribe "Cuțarida".

## Televisión
Su carrera en la pantalla chica tuvo lugar en 1988 en donde actuó a en la telenovela Amándote junto a Arnaldo André, Ana María Campoy, Gabriel Corrado y Constanza Maral. Luego vendrían las telenovelas Sin marido, con Patricia Palmer, Gustavo Garzón, Jean Pierre Noher y Esther Goris, y No va más, con Nora Cárpena, Juan Carlos Dual y Gustavo Bermúdez, en el papel de Maximiliano; estas dos últimas escritas por Alberto Migré. Un año después encarnó a Alberto en la tira La extraña dama, con Luisa Kuliok, Jorge Martínez, Marta Albertini y Andrea Barbieri.
En la década de 1990, formó parte de la popular telenovela Una voz en el teléfono encarnando a Santiago, compartiendo créditos con Raúl Taibo, Carolina Papaleo, Duilio Marzio y Elizabeth Killian. Además de otras dos novelas como fueron Socorro, 5º año, como el coordinador del grupo de egresados, y en Los tuyos y los míos, emitido por Canal 9.
En 1991 participó de la telenovela de Canal 13, Detective de señoras. En 1992 vendría La elegida como Alberto, al lado de Andrea Barbieri y Juan Darthés. Y un año más tarde en las tiras Déjate querer como Martín, junto a Catherine Fulop, Carlos Mata, Osvaldo Sabatini y Edda Bustamante, y en Celeste siempre Celeste en el papel de Pippo, el Padre Miguel, junto a Andrea Del Boca, Gustavo Bermúdez, Lydia Lamaison, Adela Gleijer y Norberto Díaz.
En 1994 trabajó en Grande pa! emitida por Telefe. Y en 1995 en el unitario Nueve lunas de Canal 13, y La hermana mayor en Canal 9. En 1996 realizó la tira televisiva llamada Son cosas de novela con Nora Cárpena, Hugo Arana, Liliana Benard y Beatriz Día Quiroga, y en el unitario Poliladron. También participó del rodaje de Adiós, abuelo , cinta en la cual actuaron el cantautor Jairo, Stella Maris Lanzani, Ricardo Bauleo y Mónica Gonzaga.
Luego de un tiempo afuera de la Argentina regresó con la telenovela Carola Casini en 1997 en el papel de Lucio, protagonizada por Araceli González y Juan Palomino junto a Marta González, Florencia Raggi, Federico D'Elía, Pappo, entre otros.
Después de trece años radicado en México y Estados Unidos donde actuó, entre otras tiras en Ángeles,  Legacy como Edward de Sosa y Tuesdays with Morrie (1999) como Armand, Monsignor Martínez y Noriega: God’s Favorite (2000), en el episodio "Who Do You Know?" de la serie Soul Food (2001) y en Polly and Marie (2007) volvió a Argentina en la telenovela de América, Champs 12 en 2009.
En 2010 lo convocaron para una participación especial en Malparida personificando a Andrés Soriano, telenovela protagonizada por Juanita Viale y Gonzalo Heredia en El Trece. En 2011 trabajo en Adictos en el rol de Tito en Canal 10.En el año 2012 realizó una participación especial en la telecomedia Graduados protagonizada por Nancy Duplaá y Daniel Hendler en Telefe, con el papel de la pareja de Guillermo (Juan Gil Navarro), el doctor Fernando Ponte Vedra.
También participó de la miniserie 23 pares emitida por Canal 9, protagonizada por Érica Rivas, María Onetto y Fabián Vena. En el año 2013 realizó una participación especial en la telenovela Sos mi hombre, protagonizada por Luciano Castro y Celeste Cid en El Trece, en el personaje del "Facha" Vargas. A fines de este año, es convocado para ser uno de los antagonistas junto a Jorge Marrale de la telenovela Taxxi, amores cruzados, protagonizada por Gabriel Corrado y Catherine Fulop en Telefe.
En el año 2014 fue convocado para formar parte del elenco de la telenovela de Telefe Somos Familia, protagonizada por Gustavo Bermúdez y Ana María Orozco, donde interpretó a un sacerdote franciscano que tiene una hija.
En el 2019, fue convocado como panelista en el programa diario "El Show del Problema" en Canal 9, conducido por Nicolás Magaldi. En 2021 conduce el programa "Ivo y Manolo te acompañan" por Crónica TV.
En el año 2021 se recibió de counselor y trabaja y se especializa en el área de adicciones.

## Cine
En 1995 debutó en la pantalla grande dirigido por Néstor Lescovich en Sin opción, film integrado por un elenco entre los cuales se encontraban Ulises Dumont, Federico Luppi, Boris Rubaja, Virginia Inoccenti y Alejandra Flechner. En 1996 actuó en los filmes La casa de azúcar y Adiós, abuelo.
Por su papel en el film "Luces y Sombras" (1996), coproducción de la Paramount y la Metro Goldwyn Mayer, fue nominado al Oscar como Mejor Actor. Su personaje, Charles Kelso, es una mezcla del Rhett Buttler (Clark Gable) de "Lo que el viento se llevó" y Rick Blaine (Humphrey Bogart) de "Casablanca", según la prestigiosa revista "Claudia"
En 1997 integró los elencos de dos filmes: Anahy de las Misiones de Sergio Silva, con Araci Esteves, Marcos Palmeira y Dira Paes, y Luna de octubre, junto a Alberto de Mendoza, Marcos Winter y Elena Lucena, ópera prima de Henrique de Freitas Lima.
En 1998 viajó a Estados Unidos, más precisamente a San Francisco, para acompañar a su hermano Rado en sus últimos días de vida. Luego del proceso doloroso que significó su muerte, se trasladó a Los Ángeles para probar suerte en la meca del cine. Allí hizo Practical Magic.
Durante el año 2001 filmó Backgamon, en el papel de Nick, un largometraje independiente de ciencia ficción que se estrenó en Alemania, donde la historia giraba en torno a un mundo superpoblado donde una compañía de comestibles comenzaba a cazar gente y convertirla en comida. También hizo de Armand en Alex in Wonder de la directora Drew Ann Rosenberg.
Al año siguiente, bajo las órdenes de Chris Mazzei, interpretó a Rigo en Devious Being.
En 2003, Mark Lester lo convocó para realizar White Rush junto a Judd Nelson y Sandra Vidal, entre otros.
Durante el año 2004, el cineasta Ken Barbet lo dirigió en The Eliminator, mientras que el director Cookie Carosella hizo lo suyo en Still Single como Álvarez.
Su última película fue Pterodactyl, cinta que se filmó durante el año 2005 en la República Checa.

### Filmografía
- 1994: Sin opción
- 1996: Adiós, abuelo
- 1996: Luces y Sombras
- 1996: "La casa de azúcar"
- 1997: "Anahy de las Misiones"
- 1997: "Luna de octubre"
- 1998: "Practical Magic"
- 2001: "Backgamon"
- 2001: "Alex in Wonder"
- 2002: "Devious Being"
- 2003: "White Rush"
- 2004: "The Eliminator"
- 2004: "Still Single"
- 2005: "Pterodactyl"
- 2012: "Helena"
- 2013: "Por un puñado de pelos"
- 2018: "Shembo, el esclavo del mal"

## Teatro
Además de algunos reconocidos espectáculos como Dante, Los amores del Che, The Veil, Molly Brown  y El laberinto, es reconocido por otras obras teatrales:
- 2019: Una loca noche buena
- 2012: Quedate a desayunar con Valeria Britos
- 2011: El anatomista
- 1995/1996: Las mariposas son libres
- 1993: Tiempo al tiempo (Orestes)
- 1991: La inhundible Molly Brown (Príncipe Delong)
- 1990: Caídos del cielo
- 1989: Extraña pareja[9]

## Incursión en la política
Fue elegido como precandidato del Frente Es Posible de los hermanos Rodríguez Saá, a Jefe de Gobierno de la Ciudad de Buenos Aires en marzo de 2015, pero al mes siguiente no pudo superar las elecciones primarias de todas las fuerzas políticas.
Ese mismo año fue candidato a Parlamentario del Mercosur en Distrito Nacional por la alianza Compromiso Federal.